# Dicranomyia (Dicranomyia) tricuspidata
Dicranomyia (Dicranomyia) tricuspidata is een tweevleugelige uit de familie steltmuggen (Limoniidae). De soort komt voor in het Oriëntaals gebied.